# Озијел
Озијел (фр. Auzielle) насеље је и општина у јужној Француској у региону Миди Пирене, у департману Горња Гарона која припада префектури Тулуз.
По подацима из 2011. године у општини је живело 1277 становника, а густина насељености је износила 278,21 становника/km². Општина се простире на површини од 4,59 km². Налази се на средњој надморској висини од 188 метара (максималној 234 m, а минималној 154 m).

## Демографија
| 1962. | 1968. | 1975. | 1982. | 1990. | 1999. | 2011. |
| ----- | ----- | ----- | ----- | ----- | ----- | ----- |
| 110   | 138   | 410   | 1.002 | 1.091 | 1.558 | 1.277 |

График промене броја становника у току последњих година